# 乾隆御碑 (南京市)
乾隆御碑，是位于中华人民共和国江苏省南京市雨花台区境内的一个清代碑刻，2006年6月入选第三批南京市文物保护单位。

## 历史
该碑刻记录了清朝乾隆帝南巡时所题的两首纪游诗。乾隆帝曾六次下江南，并三次登临雨花台游览当地名胜。在每次游览时，乾隆帝都为雨花台题写了七言诗，他另为雨花台题写有一首词。乾隆帝题写的四首诗词被镌刻在石碑的四面，并保存至今。
1962年，南京市文物管理委员会对乾隆御碑所在的御碑亭进行了修缮。文化大革命期间，南京文管会的工作人员为避免乾隆御碑被损坏，一度将其埋入地下，至文革结束后方恢复原样。2000年代，乾隆御碑作为雨花台风景名胜区的一部分被南京市有关部门进行翻修。2006年6月10日，乾隆御碑入选第三批南京市文物保护单位。

## 建筑
乾隆御碑有碑身、碑额、碑座三个组成部分，高2.55米，宽0.8米，碑额雕有二龍戲珠的雕像，正面为乾隆帝于乾隆十六年（1751年）初题写的《雨花台》七言绝句，背面为乾隆所提的词《雨花台口号》，右侧是乾隆帝于乾隆二十七年（1762年）第二次登上雨花台时所题写的七言律诗《雨花台》，碑左侧是乾隆三十年（1765年）乾隆帝第三次登上雨花台时题写的七言绝句。
另附乾隆所题写的四首诗词原文：
雨花台
崇冈跋马晚春晴，
凭缆遗台触慨情。
纵使云光致花雨，
可能末路救台城。——爱新觉罗·弘历，乾隆御碑正面，乾隆十六年
雨花台口号
崔巍雨花台，迹传梁武帝。云光讲经致雨花，台城不救嗟何济？
文殊问询维摩处，乃有天花散天女。一之为甚可再乎？著者空槌涂毒鼓。凭缆遗台触慨情。——爱新觉罗·弘历，乾隆御碑背面
雨花台
梅岗东麓雨花台，
闻道谈经曾致来。
岂识维摩不著座，
争如太白只衔杯。
六朝坊市谁兴废，
九道江流自漩回。
未审苑城偶南望，
可应追悔此为哉。——爱新觉罗·弘历，乾隆御碑右侧，乾隆二十七年
闻道文殊问病由，
雨花摩诘座无留。
法师便果诚能致，
已落人间第二筹。——爱新觉罗·弘历，乾隆御碑左侧，乾隆三十年

## 图集

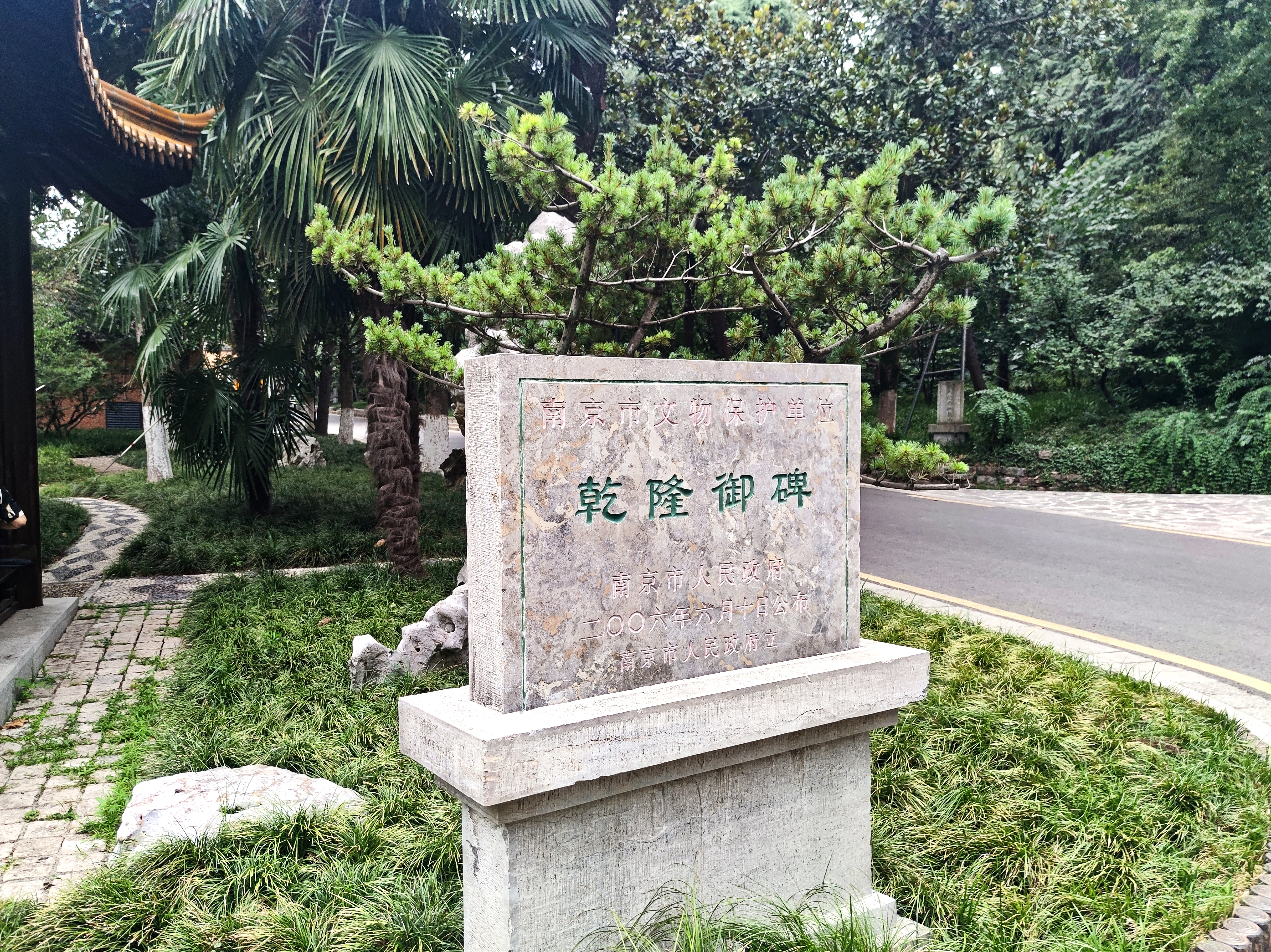
文物保护单位碑记
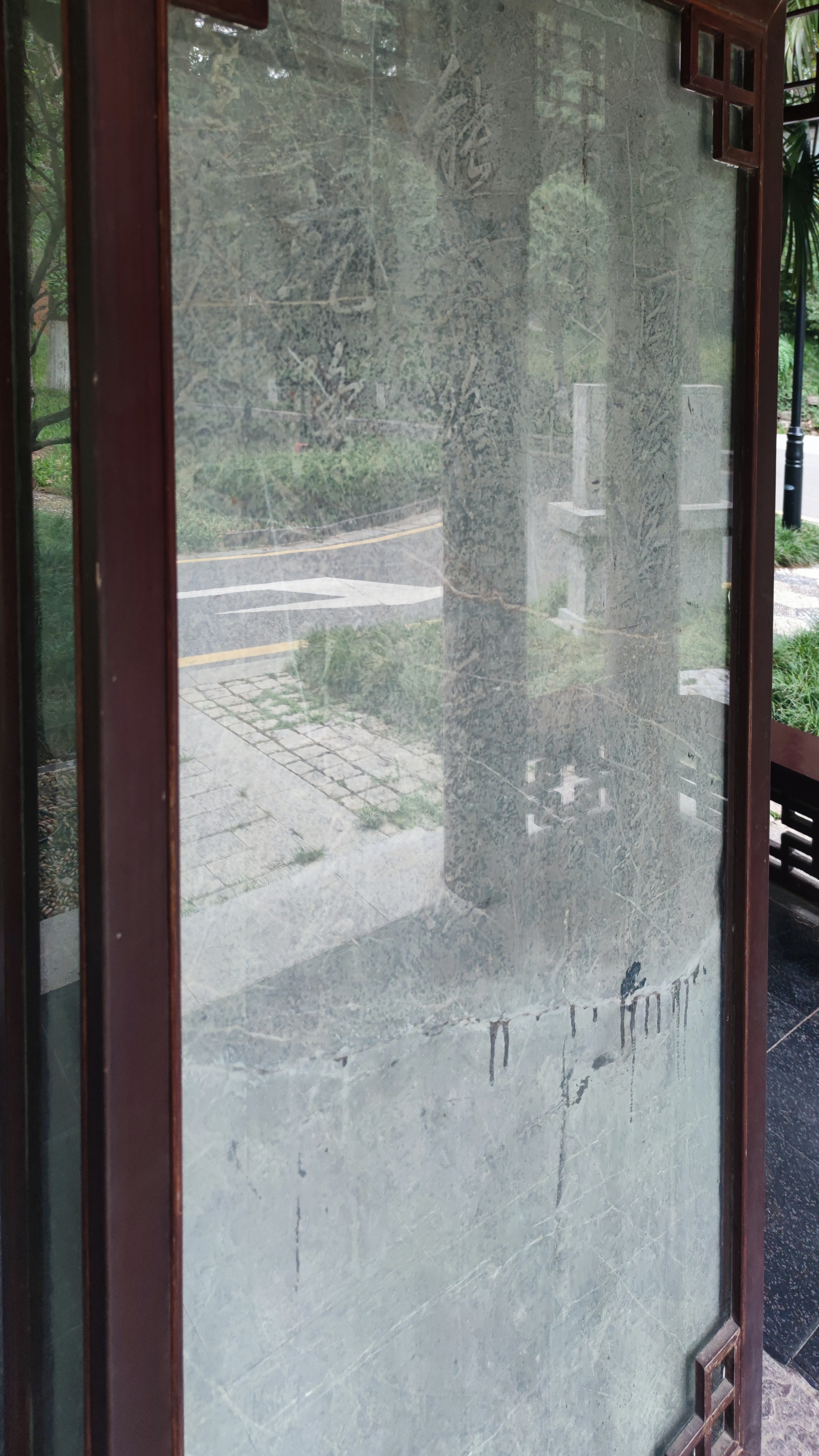
乾隆御碑正面碑文
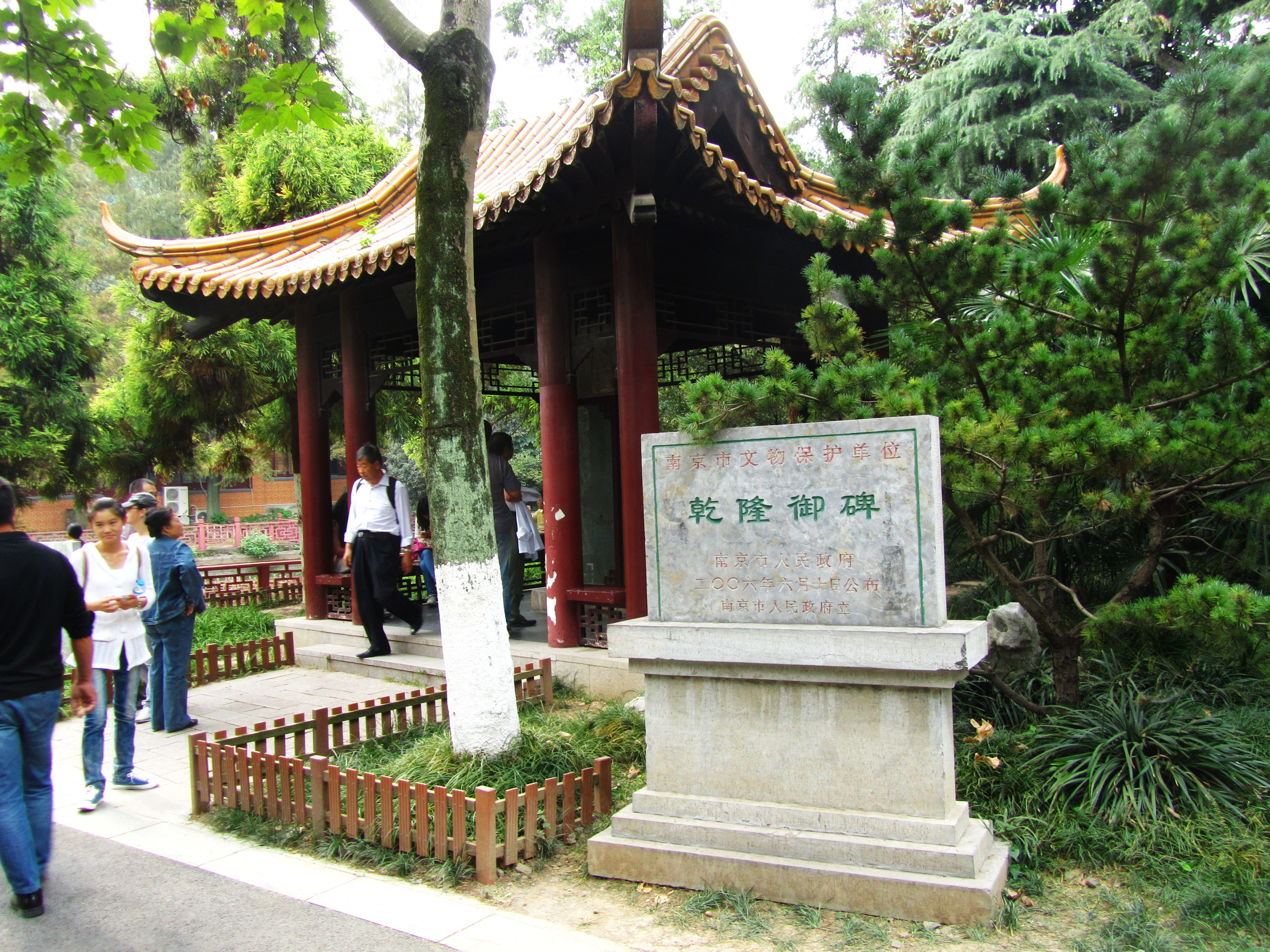
2012年的乾隆御碑